# گمینا ستوپنگتسا
گمینا ستوپنگتسا (به لهستانی:  Gmina Stopnica) یک گمینا در لهستان است که در شهرستان بوسکو واقع شده‌است. گمینا ستوپنگتسا ۱۲۵٫۴۳ کیلومتر مربع مساحت و ۷٬۸۳۸ نفر جمعیت دارد.